# 2010 FIFAワールドカップ・アジア4次予選
このページは2010 FIFAワールドカップ・アジア予選の4次予選の結果をまとめたものである。

## 概要
最終予選の組み合わせ抽選は6月27日にクアラルンプールで行われた。なお、組み合わせの抽選に際して、2006 FIFAワールドカップに出場した5ヶ国は前回大会の成績をもとに、オーストラリア（ベスト16）、韓国（1勝1分1敗）、イラン（1分2敗・得失点差-4）、日本とサウジアラビアの順にシードされた。日本とサウジアラビアは同成績（1分2敗・得失点差-5、2得点）の為、抽選前にくじ引きを実施。日本が4位、サウジアラビアは5位と扱われた。6位はバーレーン（大陸間プレーオフ敗退）となり、7〜10位はシードはされず抽選で2グループに分けられた。

## フォーマット
3次予選に勝利した10チームが5チームずつ2グループに分かれてホーム・アンド・アウェー方式の総当りリーグ戦（各チーム8試合）を行い、各グループ上位2チームの合計4チームがW杯本大会出場権を獲得。各グループ3位のチームは5次予選に進出し、残りの0.5枠を争うアジア代表を決定する。ポットは以下の通り。
| ポット1               | ポット2       | ポット3                     | ポット4                                               |
| --------------------- | ------------- | --------------------------- | ----------------------------------------------------- |
| オーストラリア · 韓国 | イラン · 日本 | サウジアラビア · バーレーン | ウズベキスタン · 北朝鮮 · アラブ首長国連邦 · カタール |

## 結果

### グループA
| チーム         |  | オーストラリアの旗 | 日本の旗    | バーレーンの旗 | カタールの旗 | ウズベキスタンの旗 |  | 勝点 | 試 | 勝 | 分 | 敗 | 得点 | 失点 | 差 |
| -------------- |  | ------------------ | ----------- | -------------- | ------------ | ------------------ |  | ---- | -- | -- | -- | -- | ---- | ---- | -- |
| オーストラリア |  | -                  | 2 - 1 0 - 0 | 2 - 0 1 - 0    | 4 - 0 0 - 0  | 2 - 0 1 - 0        |  | 20   | 8  | 6  | 2  | 0  | 12   | 1    | 11 |
| 日本           |  | 0 - 0 1 - 2        | -           | 1 - 0 3 - 2    | 1 - 1 3 - 0  | 1 - 1 1 - 0        |  | 15   | 8  | 4  | 3  | 1  | 11   | 6    | 5  |
| バーレーン     |  | 0 - 1 0 - 2        | 2 - 3 0 - 1 | -              | 1 - 0 1 - 1  | 1 - 0 1 - 0        |  | 10   | 8  | 3  | 1  | 4  | 6    | 8    | -2 |
| カタール       |  | 0 - 0 0 - 4        | 0 - 3 1 - 1 | 1 - 1 0 - 1    | -            | 3 - 0 0 - 4        |  | 6    | 8  | 1  | 3  | 4  | 5    | 14   | -9 |
| ウズベキスタン |  | 0 - 1 0 - 2        | 0 - 1 1 - 1 | 0 - 1 0 - 1    | 4 - 0 0 - 3  | -                  |  | 4    | 8  | 1  | 1  | 6  | 5    | 10   | -5 |

| 2008年9月6日 21:30 UTC+3 |

| バーレーン                                               | 2 – 3  | 日本                                                 |
| サルマーン・イーサ 87分 · (田中マルクス闘莉王) 89分 (OG) | Report | 中村俊輔 18分 · 遠藤保仁 44分 (pen.) · 中村憲剛 85分 |

| バーレーン・ナショナル・スタジアム（マナーマ） 観客数: 20,000 主審: アブドゥル・マリク・バシール（シンガポール） |

| 2008年9月6日 22:00 UTC+3 |

| カタール                                                                                        | 3 – 0  | ウズベキスタン |
| マジュディー・スィッディーク 37分 · マーギド・ムハンマド 73分 · タラール・アル＝ブルーシー 86分 | Report |                |

| ジャシム・ビン・ハマド・スタジアム（ドーハ） 観客数: 8,000 主審: スブキディン・モハマド・サレー（マレーシア） |

| 2008年9月10日 20:30 UTC+5 |

| ウズベキスタン | 0 – 1  | オーストラリア                    |
|                | Report | スコット・チッパーフィールド 26分 |

| パフタコール・マルカジイ・スタジアム（タシュケント） 観客数: 34,000 主審: サード・カミル・アル＝ファドリ（クウェート） |

| 2008年9月10日 22:00 UTC+3 |

| カタール                     | 1 – 1  | バーレーン                        |
| セバスティアン・キンタナ 6分 | Report | アブドゥラ・ババ・ファタディ 67分 |

| ジャシム・ビン・ハマド・スタジアム（ドーハ） 観客数: 7,000 主審: 金東進（韓国） |

| 2008年10月15日 20:00 UTC+10 |

| オーストラリア                                                                            | 4 – 0  | カタール |
| ティム・ケーヒル 8分 · ブレット・エマートン 17分 (pen.), 58分 · ジョシュア・ケネディ 76分 | Report |          |

| サンコープ・スタジアム（ブリズベン） 観客数: 34,320 主審: カリル・アル・ガムディ（サウジアラビア） |

| 2008年10月15日 19:30 UTC+9 |

| 日本          | 1 – 1  | ウズベキスタン            |
| 玉田圭司 40分 | Report | マクシム・シャツキフ 27分 |

| 埼玉スタジアム2002（さいたま市） 観客数: 55,142 主審: アリ・アル・バドワウィ（アラブ首長国連邦） |

| 2008年11月19日 18:00 UTC+3 |

| バーレーン | 0 – 1  | オーストラリア                |
|            | Report | マーク・ブレッシアーノ 90+3分 |

| バーレーン・ナショナル・スタジアム（マナーマ） 観客数: 10,000 主審: マスード・モラディ（イラン） |

| 2008年11月19日 19:30 UTC+3 |

| カタール | 0 – 3  | 日本                                                    |
|          | Report | 田中達也 19分 · 玉田圭司 47分 · 田中マルクス闘莉王 68分 |

| ジャシム・ビン・ハマド・スタジアム（ドーハ） 観客数: 13,000 主審: 孫葆潔（中国） |

| 2009年2月11日 19:20 UTC+9 |

| 日本 | 0 – 0  | オーストラリア |
|      | Report |                |

| 横浜国際総合競技場（横浜市） 観客数: 66,000 主審: ムフセン・バスマ（シリア） |

| 2009年2月11日 16:00 UTC+5 |

| ウズベキスタン | 0 – 1  | バーレーン                              |
|                | Report | マフムード・アブドゥッラフマーン 90+4分 |

| パフタコール・マルカジイ・スタジアム（タシュケント） 観客数: 30,000 主審: スブキディン・モハマド・サレー（マレーシア） |

| 2009年3月28日 19:20 UTC+9 |

| 日本          | 1 – 0  | バーレーン |
| 中村俊輔 47分 | Report |            |

| 埼玉スタジアム2002（さいたま市） 観客数: 57,276 主審: 金東進（韓国）) |

| 2009年3月28日 17:00 UTC+5 |

| ウズベキスタン                                                            | 4 – 0  | カタール |
| ファロード・タジエフ 34分, 45+2分, 53分 · アンヴァルジャン・サリエフ 62分 | Report |          |

| パフタコール・マルカジイ・スタジアム（タシュケント） 観客数: 18,000 主審: マスード・モラディ（イラン） |

| 2009年4月1日 20:00 UTC+11 |

| オーストラリア                                               | 2 – 0  | ウズベキスタン |
| ジョシュア・ケネディ 66分 · ハリー・キューウェル 73分 (pen.) | Report |                |

| スタジアム・オーストラリア（シドニー） 観客数: 57,292 主審: アリ・アル・バドワウィ（アラブ首長国連邦） |

| 2009年4月1日 17:15 UTC+3 |

| バーレーン                    | 1 – 0  | カタール |
| ファウズィー・アーイシュ 52分 | Report |          |

| バーレーン・ナショナル・スタジアム（マナーマ） 観客数: 20,000 主審: 孫葆潔（中国） |

| 2009年6月6日 19:00 UTC+5 |

| ウズベキスタン | 0 – 1  | 日本         |
|                | Report | 岡崎慎司 9分 |

| パフタコール・マルカジイ・スタジアム（タシュケント） 観客数: 34,000 主審: ムフセン・バスマ（シリア） |

| 2009年6月6日 19:00 UTC+3 |

| カタール | 0 – 0  | オーストラリア |
|          | Report |                |

| ジャシム・ビン・ハマド・スタジアム（ドーハ） 観客数: 7,000 主審: アブドゥル・マリク・バシール（シンガポール） |

| 2009年6月10日 20:00 UTC+10 |

| オーストラリア                                          | 2 – 0  | バーレーン |
| ミル・ステリョフスキー 55分 · デヴィッド・カーニー 88分 | Report |            |

| スタジアム・オーストラリア（シドニー） 観客数: 39,540 主審: アブドゥッラー・アル・ヒラリ（オマーン） |

| 2009年6月10日 19:20 UTC+9 |

| 日本                                        | 1 – 1  | カタール                       |
| アーメド・ファリス・アル＝ビナリ 3分 (o.g.) | Report | アリー・アフィーフ 53分 (pen.) |

| 横浜国際総合競技場（横浜市） 観客数: 60,256 主審: スブキディン・モハマド・サレー（マレーシア） |

| 2009年6月17日 20:20 UTC+10 |

| オーストラリア              | 2 – 1  | 日本                    |
| ティム・ケーヒル 59分, 77分 | Report | 田中マルクス闘莉王 39分 |

| メルボルン・クリケット・グラウンド（メルボルン） 観客数: 74,100 主審: カリル・アル・ガムディ（サウジアラビア） |

| 2009年6月17日 19:30 UTC+3 |

| バーレーン                            | 1 – 0  | ウズベキスタン |
| マフムード・アブドゥッラフマーン 73分 | Report |                |

| バーレーン・ナショナル・スタジアム（マナーマ） 観客数: 14,100 主審: マスード・モラディ（イラン） |

### グループB
| チーム                 |  | 大韓民国の旗 | 朝鮮民主主義人民共和国の旗 | サウジアラビアの旗 | イランの旗  | アラブ首長国連邦の旗 |  | 勝点 | 試 | 勝 | 分 | 敗 | 得点 | 失点 | 差  |
| ---------------------- |  | ------------ | -------------------------- | ------------------ | ----------- | -------------------- |  | ---- | -- | -- | -- | -- | ---- | ---- | --- |
| 韓国                   |  | -            | 1 - 0 1 - 1                | 0 - 0 2 - 0        | 1 - 1 1 - 1 | 4 - 1 2 - 0          |  | 16   | 8  | 4  | 4  | 0  | 12   | 4    | 8   |
| 朝鮮民主主義人民共和国 |  | 1 - 1 0 - 1  | -                          | 1 - 0 0- 0         | 0 - 0 1 - 2 | 2 - 0 2 - 1          |  | 12   | 8  | 3  | 3  | 2  | 7    | 5    | 2   |
| サウジアラビア         |  | 0 - 2 0 - 0  | 0 - 0 0 - 1                | -                  | 1 - 1 2 - 1 | 3 - 2 2 - 1          |  | 12   | 8  | 3  | 3  | 2  | 8    | 8    | 0   |
| イラン                 |  | 1 - 1 1 - 1  | 2 - 1 0 - 0                | 1 - 2 1 - 1        | -           | 1 - 0 1 - 1          |  | 11   | 8  | 2  | 5  | 1  | 8    | 7    | 1   |
| アラブ首長国連邦       |  | 0 - 2 1 - 4  | 1 - 2 0 - 2                | 1 - 2 2 - 3        | 1 - 1 0 - 1 | -                    |  | 1    | 8  | 0  | 1  | 7  | 6    | 17   | -11 |

| 2008年9月6日 22:15 UTC+4 |

| アラブ首長国連邦      | 1 – 2  | 北朝鮮                    |
| バシル・サイード 86分 | Report | 崔金哲 72分 · 安哲赫 81分 |

| アル・ジャジーラ・ムハンマド・ビン・ザーイド・スタジアム（アブダビ） 観客数: 10,000 主審: ラフシャン・イルマトフ（ウズベキスタン） |

| 2008年9月6日 22:15 UTC+3 |

| サウジアラビア              | 1 – 1  | イラン                  |
| サッド・アル＝ハリティ 29分 | Report | ジャバド・ネクナム 81分 |

| キング・ファハド国際スタジアム（リヤド） 観客数: 50,000 主審: マーク・シールド（オーストラリア） |

| 2008年9月10日 20:00 UTC+8 |

| 北朝鮮             | 1 – 1  | 韓国        |
| 洪映早 64分 (pen.) | Report | 奇誠庸 69分 |

| 上海虹口足球場（上海市） 観客数: 3,000 主審: ムフセン・バスマ（シリア） |

| 2008年9月10日 22:15 UTC+4 |

| アラブ首長国連邦          | 1 – 2  | サウジアラビア                                            |
| スバイト・ハーティル 23分 | Report | アブドゥ・オタイフ 69分 · アハメド・アル＝フライディ 73分 |

| アル・ジャジーラ・ムハンマド・ビン・ザーイド・スタジアム（アブダビ） 観客数: 15,000 主審: 西村雄一（日本） |

| 2008年10月15日 20:00 UTC+9 |

| 韓国                                          | 4 – 1  | アラブ首長国連邦                          |
| 李根鎬 20分, 80分 · 朴智星 26分 · 郭泰輝 89分 | Report | イスマーイール・アル＝ハンマーディー 72分 |

| ソウルワールドカップ競技場（ソウル特別市） 観客数: 30,000 主審: マシュー・ブリーズ（オーストラリア） |

| 2008年10月15日 17:00 UTC+3:30 |

| イラン                                                 | 2 – 1  | 北朝鮮      |
| メフディ・マハダヴィキア 9分 · ジャバド・ネクナム 63分 | Report | 鄭大世 72分 |

| アザディ・スタジアム（テヘラン） 観客数: 60,000 主審: アブドゥッラー・アル・ヒラリ（オマーン） |

| 2008年11月19日 19:15 UTC+4 |

| アラブ首長国連邦                | 1 – 1  | イラン              |
| アブドゥルラヒム・ジュマー 19分 | Report | カリム・バゲリ 81分 |

| アル・マクトゥーム・スタジアム（ドバイ） 観客数: 8,000 主審: スブキディン・モハマド・サレー（マレーシア） |

| 2008年11月19日 19:35 UTC+3 |

| サウジアラビア | 0 – 2  | 韓国                        |
|                | Report | 李根鎬 76分 · 朴主永 90+2分 |

| キング・ファハド国際スタジアム（リヤド） 観客数: 60,000 主審: アブドゥル・マリク・バシール（シンガポール） |

| 2009年2月11日 15:00 UTC+9 |

| 北朝鮮      | 1 – 0  | サウジアラビア |
| 文人国 28分 | Report |                |

| 金日成競技場（平壌直轄市） 観客数: 48,000 主審: ラフシャン・イルマトフ（ウズベキスタン） |

| 2009年2月11日 15:00 UTC+3:30 |

| イラン                  | 1 – 1  | 韓国        |
| ジャバド・ネクナム 58分 | Report | 朴智星 81分 |

| アザディ・スタジアム（テヘラン） 観客数: 75,000 主審: ベンジャミン・ウィリアムス（オーストラリア） |

| 2009年3月28日 15:30 UTC+9 |

| 北朝鮮                      | 2 – 0  | アラブ首長国連邦 |
| 朴南哲 51分 · 文人国 90+3分 | Report |                  |

| 金日成競技場（平壌直轄市） 観客数: 50,000 主審: マシュー・ブリーズ（オーストラリア） |

| 2009年3月28日 19:00 UTC+4:30 |

| イラン                      | 1 – 2  | サウジアラビア                                        |
| マスード・ショジャエイ 57分 | Report | ナイフ・ハザジ 79分 · オサーマ・アル＝ムワッラド 87分 |

| アザディ・スタジアム（テヘラン） 観客数: 100,000 主審: 西村雄一（日本） |

| 2009年4月1日 20:00 UTC+9 |

| 韓国        | 1 – 0  | 北朝鮮 |
| 金致祐 86分 | Report |        |

| ソウルワールドカップ競技場（ソウル特別市） 観客数: 48,000 主審: アブドゥッラー・アル・ヒラリ（オマーン） |

| 2009年4月1日 20:30 UTC+3 |

| サウジアラビア                                                                                       | 3 – 2  | アラブ首長国連邦                                        |
| アブドゥ・オタイフ 4分 (pen.) · o.g. 70分 (ファーリス・ジュマ・アル＝サーディ) · ナイフ・ハザジ 85分 | Report | モハマド・アル＝シェヒ 38分 · イスマイル・マタル 45+1分 |

| キング・ファハド国際スタジアム（リヤド） 観客数: 70,000 主審: スブキディン・モハマド・サレー（マレーシア） |

| 2009年6月6日 17:00 UTC+9 |

| 北朝鮮 | 0 – 0  | イラン |
|        | Report |        |

| 羊角島競技場（平壌直轄市） 観客数: 30,000 主審: 孫葆潔（中国） |

| 2009年6月6日 20:15 UTC+4 |

| アラブ首長国連邦 | 0 – 2  | 韓国                     |
|                  | Report | 朴主永 9分 · 奇誠庸 37分 |

| アル・マクトゥーム・スタジアム（ドバイ） 観客数: 4,000 主審: アブドゥッラー・バリデー（カタール） |

| 2009年6月10日 20:00 UTC+9 |

| 韓国 | 0 – 0  | サウジアラビア |
|      | Report |                |

| ソウルワールドカップ競技場（ソウル特別市） 観客数: 32,510 主審: ベンジャミン・ウィリアムス（オーストラリア） |

| 2009年6月10日 19:00 UTC+4:30 |

| イラン            | 1 – 0  | アラブ首長国連邦 |
| アリ・カリミ 53分 | Report |                  |

| アザディ・スタジアム（テヘラン） 観客数: 38,000 主審: ラフシャン・イルマトフ（ウズベキスタン） |

| 2009年6月17日 20:00 UTC+9 |

| 韓国        | 1 – 1  | イラン                      |
| 朴智星 82分 | Report | マスード・ショジャエイ 52分 |

| ソウルワールドカップ競技場（ソウル特別市） 観客数: 40,000 主審: 西村雄一（日本） |

| 2009年6月17日 21:00 UTC+3 |

| サウジアラビア | 0 – 0  | 北朝鮮 |
|                | Report |        |

| キング・ファハド国際スタジアム（リヤド） 観客数: 65,000 主審: ムフセン・バスマ（シリア） |